# ウェイン郡 (ケンタッキー州)
ウェイン郡（英: Wayne County）は、アメリカ合衆国ケンタッキー州の南部に位置する郡である。2010年国勢調査での人口は20,813人であり、2000年の19,923人から4.5%増加した。郡庁所在地はモンティチェロ市（人口6,188人）であり、同郡で人口最大の都市でもある。ウェイン郡は1800年に設立され、郡名はアンソニー・ウェイン将軍に因んで名付けられた。
郡内のどこにおいてもアルコール飲料の販売が禁止されている「ドライ郡」（禁酒郡）である。

## 歴史
ウェイン郡は1800年12月13日に、プラスキ郡とカンバーランド郡の一部を合わせて設立された。州内43番目の郡であり、郡名はアメリカ独立戦争と北西インディアン戦争の英雄である"マッド"・アンソニー・ウェイン将軍に因んで名付けられた。フォールン・ティンバーズの戦いでウェインが勝利したことにより、ケンタッキー州開拓者に対するインディアンの脅威が無くなった。

## 地理
アメリカ合衆国国勢調査局に拠れば、郡域全面積は484.20平方マイル (1,254.1 km2)であり、このうち陸地459.40平方マイル (1,189.8 km2)、水域は24.80平方マイル (64.2 km2)で水域率は5.12%である。
郡域の標高は220メートルから545メートルまで変化している。モンティチェロ/ウェイン郡空港は標高294メートルに位置している。ウェイン郡はペニーライル高原と東部炭田地域に位置している。

### 隣接する郡
- ラッセル郡 - 北西
- プラスキ郡 - 北東
- マクリアリィ郡 - 東
- スコット郡 (テネシー州) - 南東
- ピケット郡 (テネシー州) - 南西
- クリントン郡 - 西

### 国立保護地域
- ダニエル・ブーン国立の森（部分）

### 標準時間帯

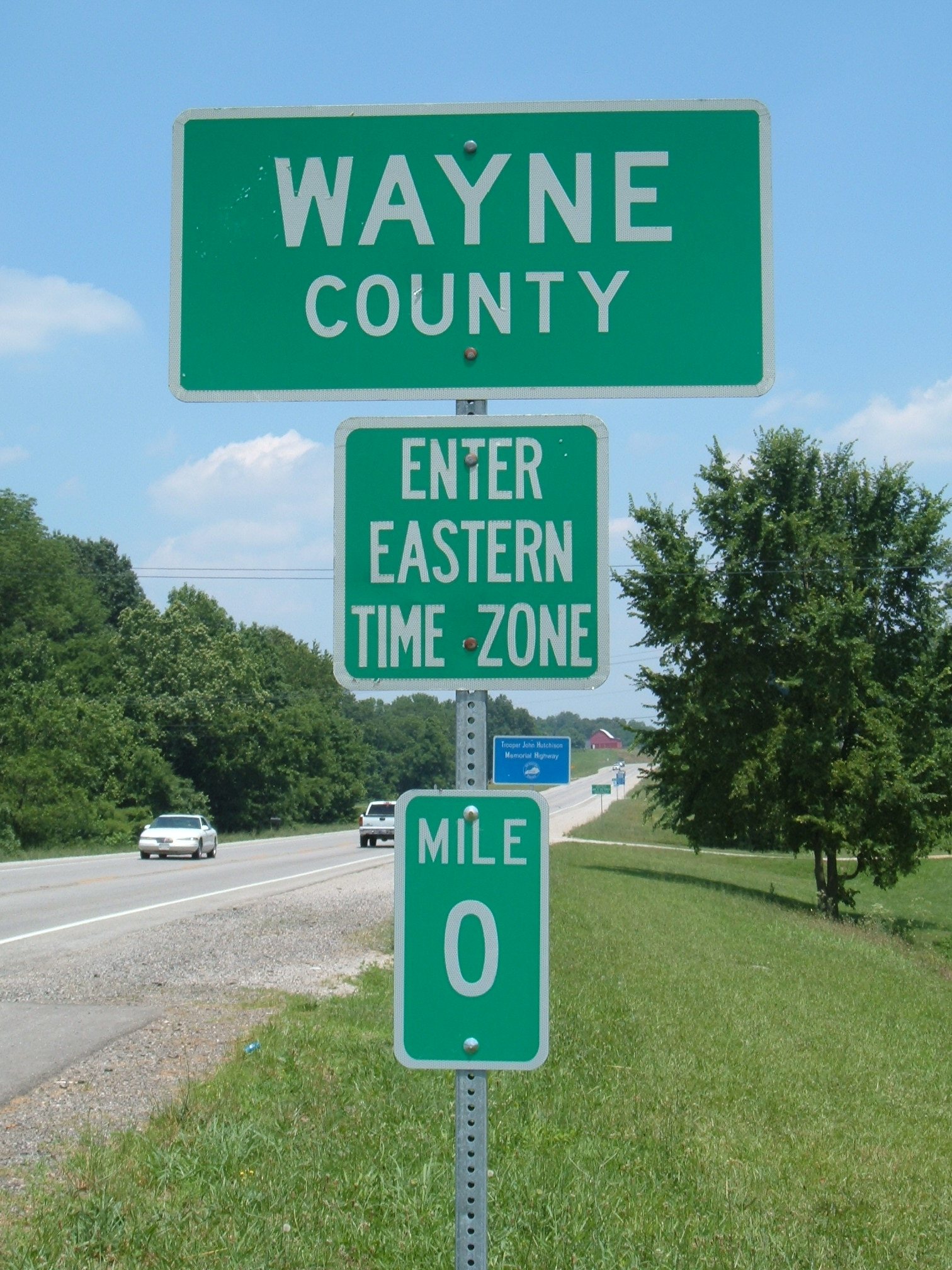
ケンタッキー州道90号線の郡入り口

ウェイン郡は東部標準時帯にあるが、クリントン郡とラッセル郡に接する西側郡境は、東部標準時と中部標準時の境目にあり、また南のテネシー州ピケット郡と接する州境も同様である。2000年12月までは中部標準時帯に入っており、この時間帯の変更理由はケンタッキー大学のスタンレー・ブラン博士が執筆した記事に記されている。

## 人口動態
以下は2000年国勢調査による人口統計データである。
| 基礎データ - 人口: 17,923人 - 世帯数: 7,913 世帯 - 家族数: 5,808 家族 - 人口密度: 17人/km2（43人/mi2） - 住居数: 9,789軒 - 住居密度: 8軒/km2（21軒/mi2） 人種別人口構成 - 白人: 96.98% - アフリカン・アメリカン: 1.49% - ネイティブ・アメリカン: 0.18% - アジア人: 0.11% - その他の人種: 0.47% - 混血: 0.78% - ヒスパニック・ラテン系: 1.46% 年齢別人口構成 - 18歳未満: 25.3% - 18-24歳: 8.9% - 25-44歳: 28.1% - 45-64歳: 24.0% - 65歳以上: 13.6% - 年齢の中央値: 37歳 - 性比（女性100人あたり男性の人口） - 総人口: 97.8 - 18歳以上: 94.9 | 世帯と家族（対世帯数） - 18歳未満の子供がいる: 33.4% - 結婚・同居している夫婦: 58.9% - 未婚・離婚・死別女性が世帯主: 10.6% - 非家族世帯: 26.6% - 単身世帯: 23.9% - 65歳以上の老人1人暮らし: 10.4% - 平均構成人数 - 世帯: 2.49人 - 家族: 2.94人 収入と家計 - 収入の中央値 - 世帯: 20,863米ドル - 家族: 24,869米ドル - 性別 - 男性: 24,021米ドル - 女性: 18,102米ドル - 人口1人あたり収入: 12,601米ドル - 貧困線以下 - 対人口: 29.4% - 対家族数: 24.6% - 18歳未満: 34.9% - 65歳以上: 31.5% |

## 都市と町

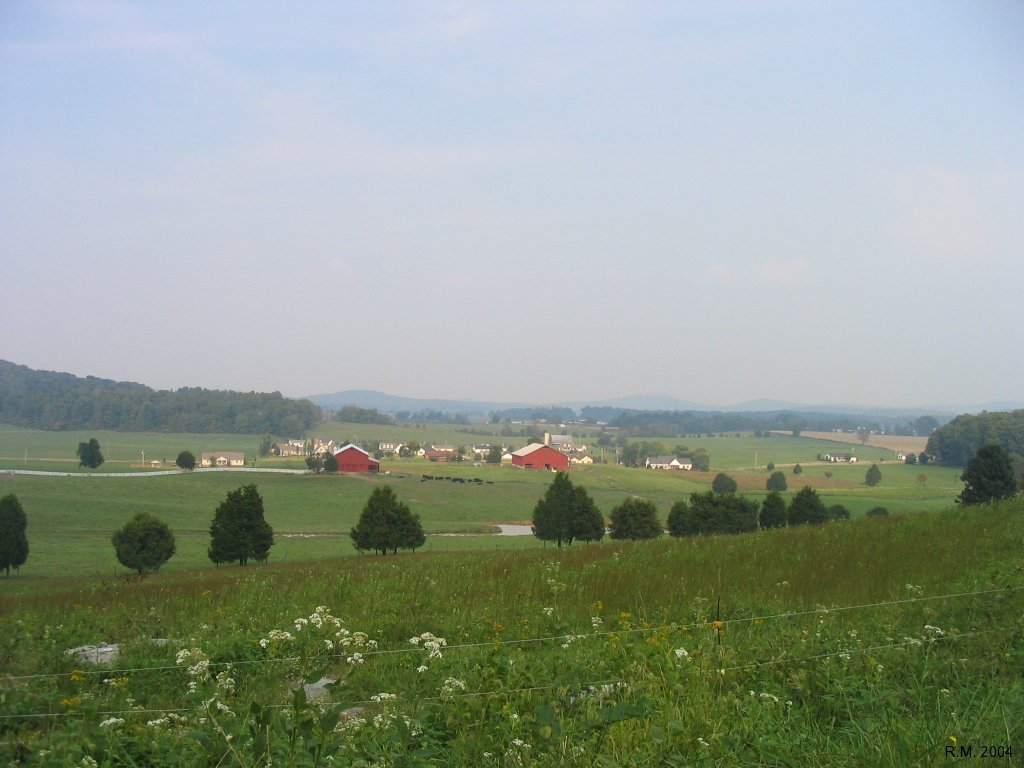
ウェイン郡の農場

| - モンティチェロ - 郡庁所在地 - パームリーズビル - パワーズバーグ - サニーブルック - ウィンディ - バリア - ロッキーブランチ | - ビッグシンキン - フレーザー - アルファ - クーパー - ロジャーズグローブ - ダンカンバレー |